# John H. Overton

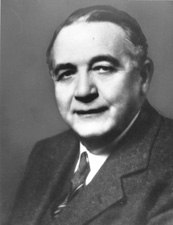
John H. Overton

John Holmes Overton (* 17. September 1875 in Marksville, Louisiana; † 14. Mai 1948 in Bethesda, Maryland) war ein US-amerikanischer Politiker (Demokratische Partei), der den Bundesstaat Louisiana in beiden Kammern des Kongresses vertrat.

## Juristische Tätigkeit
John Overton war der jüngste Sohn eines Richters. Er machte 1895 seinen Abschluss an der Louisiana State University in Baton Rouge sowie 1897 an der Tulane University in New Orleans, woraufhin er 1898 in die Anwaltskammer von Louisiana aufgenommen wurde und mit vier Partnern in einer gemeinsamen Kanzlei in Alexandria zu praktizieren begann. Er fungierte außerdem als Prozessanwalt dieser Stadt. Außerdem gehörte er dem Aufsichtsgremium (Board of Supervisors) der Louisiana State University an. Mit seiner Frau Ada, die er 1905 heiratete, hatte er drei Töchter und einen Sohn.
1918 bewarb Overton sich um sein erstes politisches Mandat, verlor jedoch die Primary der Demokraten für die Wahl zum US-Senat gegen Edward James Gay. In der Folge wurde er ein Anhänger von Huey Long, dem führenden demokratischen Politiker Louisianas zu dieser Zeit. Overton stand Gouverneur Long 1929 als Rechtsberater zur Seite, als diesem die Amtsenthebung drohte.

## Kongressabgeordneter und Senator
Nach dem Tod des Abgeordneten James Benjamin Aswell am 16. März 1931 gewann Overton die fällige Nachwahl im achten Kongresswahlbezirk von Louisiana und zog am 12. Mai desselben Jahres ins Repräsentantenhaus der Vereinigten Staaten ein. Dieses verließ er bereits am 3. März 1933 wieder, nachdem er die Wahl zum US-Senator für sich entschieden hatte. Er setzte sich in den Vorwahlen seiner Partei gegen Amtsinhaber Edwin S. Broussard durch, der Overton Wahlbetrug vorwarf. Zwar berief der Senat einen Untersuchungsausschuss ein; Overton konnte aber trotzdem am 4. März 1933 seinen Sitz einnehmen. Die eigentliche Wahl hatte er aufgrund der damaligen Schwäche der Republikaner in den Südstaaten ohne Gegenkandidat gewonnen.
In den Jahren 1938 und 1944 wurde er jeweils wiedergewählt, wobei lediglich 1938 mit dem Unabhängigen Maurice Clark ein anderer Kandidat antrat, der über einen Stimmenanteil von 0,17 Prozent aber nicht hinauskam. Vor den Wahlen von 1944 dachte Overton über einen Verzicht nach, wurde jedoch von seinem Co-Senator Allen J. Ellender in einem Brief zu einer erneuten Kandidatur gedrängt. Dieser Brief war von der kompletten demokratischen Senatsfraktion unterzeichnet worden. Overtons politisches Interesse im Senat galt überwiegend Fragen des Hochwasserschutzes sowie der Entwicklung von Flüssen und Häfen. Er war außerdem ein Befürworter der Rassentrennung. So setzte er sich im Jahr 1940 gegen eine Ergänzung des Selective Service Act ein, wonach es Angehörigen von Minderheiten erlaubt gewesen wäre, freiwillig dem Militär beizutreten; er wollte damit gemischtrassige Einheiten verhindern.
John Overton konnte seine vierte Amtsperiode im Senat nicht mehr beenden. Er verstarb am 14. Mai 1948 im Bethesda Naval Hospital und wurde in Pineville beigesetzt. 1998 wurde er posthum in das Louisiana Political Museum and Hall of Fame in Winnfield aufgenommen. Sein Haus in Alexandria steht seit 1985 im National Register of Historic Places.